# Marcelo Fontón

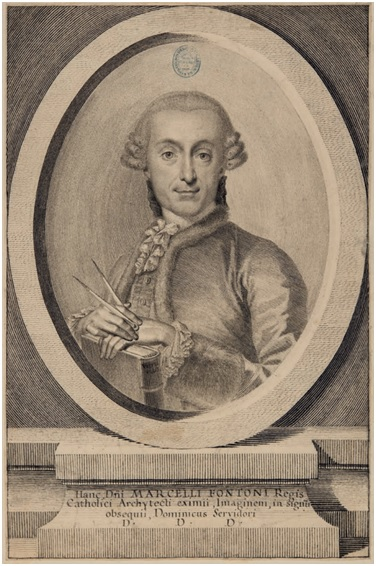
Retrato de Marcelo Fontón por Domingo María de Servidori. Dibujo a pluma y tinta negra sobre papel verjurado, 359 x 324 mm. Madrid, Biblioteca Nacional de España.

Marcelo Fontón (Roma, c. 1735-1795) fue un arquitecto italiano, ayudante de Luigi Vanvitelli en la edificación del Palacio Real de Caserta en Nápoles. Llamado a España por Carlos III, en 1765 proyectó y dirigió la construcción de la iglesia y convento de San Pascual en Aranjuez.
En las cartas de Luigi Vanvitelli a su hermano Urbano, Fontón aparece mencionado ya en 1751, ocupado en pequeños encargos para su maestro, como tomar medidas en Roma de «la larghezza del Cortile di Monte Cavallo». Ese mismo año Vanvitelli vio aprobado su proyecto para el palacio de Caserta y contó entre sus ayudantes con Fontón, aunque ya en 1753 enfermó de tercianas y las recaídas en la enfermedad fueron constantes, como comentaba también Vanvitelli a su hermano.
Tras el traslado a España de Carlos III y con Francesco Sabatini, otro de los discípulos de Vanvitelli, ocupando en la corte madrileña el puesto de maestro mayor de las Obras Reales, Fontón fue llamado a Madrid en 1763. Aquí su primer trabajo como ayudante de Sabatini consistió en interpretar y dibujar la planta y alzado del proyectado palacio real de Filippo Juvara a partir de la maqueta que había quedado inconclusa a su muerte. Los dibujos, once, conservados en el Archivo General de Palacio, podrían haberse ideado con intención de abrir a partir de ellos una serie de grabados, lo que no se llegó a ejecutar.

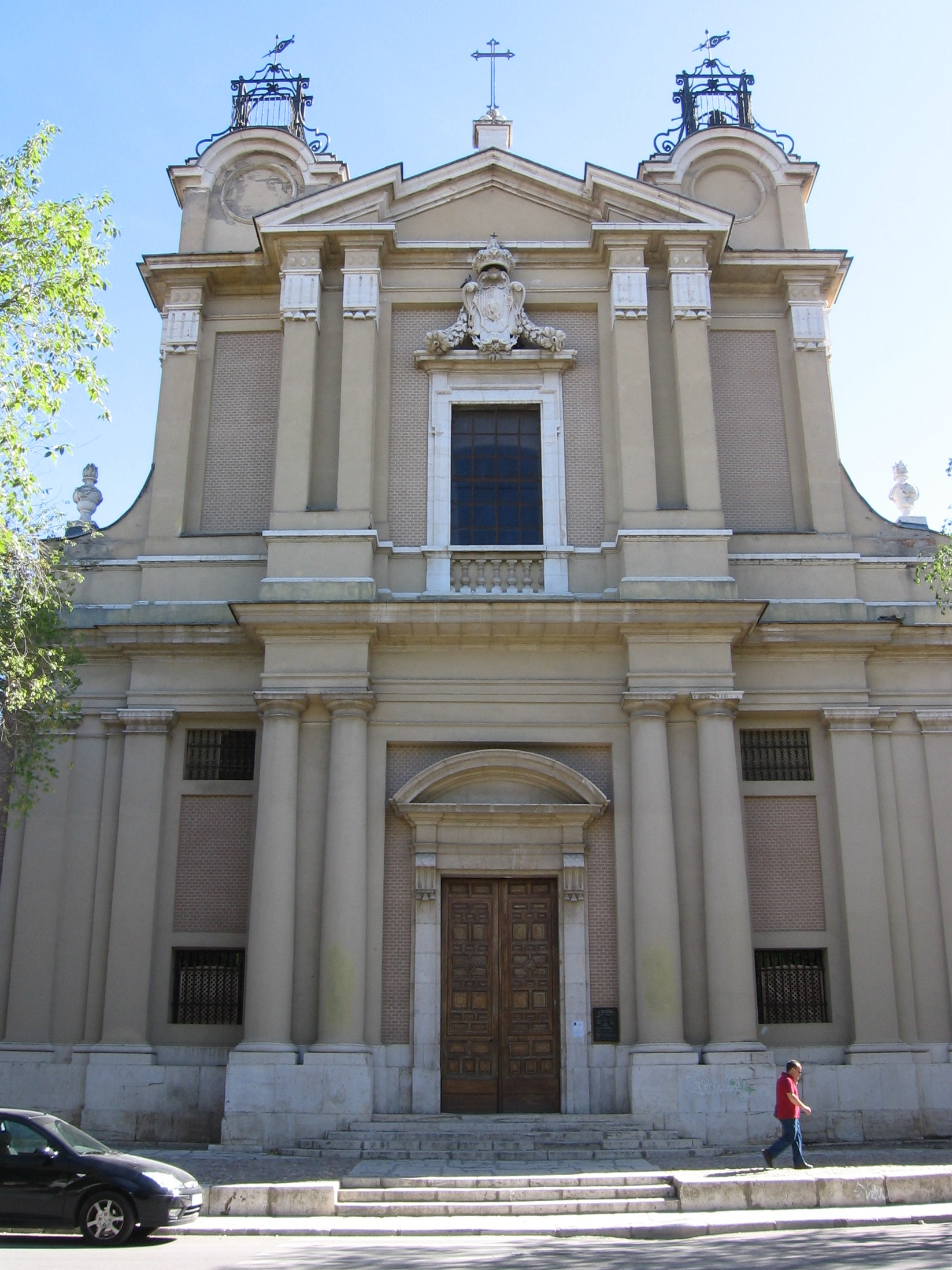
Fachada de la iglesia del convento de San Pascual en Aranjuez, 1765.

Por escritura firmada el 25 de julio de 1765, según la documentación aportada por Virginia Tovar, se le encomendó el trazado de los planos y la dirección de La única obra del Real Patronato iniciada por Carlos III: la iglesia y convento de San Pascual Bailón de franciscanos descalzos alcantarinos en Aranjuez, iniciativa del confesor del rey, el franciscano Joaquín de Eleta. Aunque tradicionalmente creído de Sabatini, este solo debió de hacerse cargo del proyecto ya avanzada su construcción y por medio de otro de sus ayudantes, el también italiano Luis Bernasconi, después de que Fontón fuese despedido por desavenencias con Eleta. El informante del desencuentro es de nuevo Vanvitelli que en carta fechada el 19 de julio de 1767 señalaba que Fontón había sido licenciado del trabajo en la obra de Aranjuez tras haber maltratado de palabra al confesor del rey, el mismo que le había proporcionado el trabajo. Fontón envió cinco dibujos de su proyecto —poco grato a Vanvitelli— a la Accademia Nazionale di San Luca de Roma, tras ser admitido como académico de ella en 1769. Conservados en la misma academia, muestran, como la obra acabada, la influencia del tardío barroco clasicista italiano.
A pesar de aquel incidente Fontón siguió en Madrid y trabajando para Carlos III hasta que en agosto de 1776, de nuevo al parecer con problemas de salud, obtuvo licencia para retirarse a Roma con su sueldo, confirmándosele la ayuda de costa un año después ya en Roma y de forma permanente. En 1778 José Nicolás de Azara informaba de su mal estado de salud y que en esas condiciones sería difícil que pudiese volver a Madrid, concediéndosele por ello permiso de forma indefinida. Sin más noticias de su actividad, siguió residiendo en Roma hasta su fallecimiento, el 7 de julio de 1795.